# Ada Brodsky

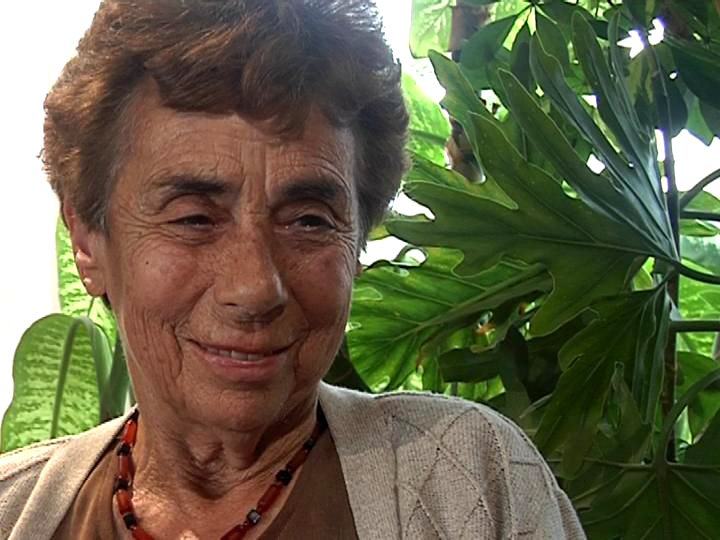
Ada Brodsky (2008)

Ada Brodsky, geborene Neumark, (hebräisch עָדָה בְּרוֹדְסְקִי; 30. Oktober 1924 in Frankfurt (Oder) – 12. April 2011 in Jerusalem) war eine israelische Hörfunkjournalistin und Übersetzerin deutscher Lyrik ins Hebräische.

## Leben

### Deutschland
Ada Neumark wuchs mit ihrem Bruder Eldad (Alfred) Neumark (1921–2010), einem späteren Pianisten, als Tochter des jüdischen Kinderarztes Hermann Neumark und Ilse Neumark, geborene Bernhard, in einer Wohnung am Wilhelmsplatz in Frankfurt (Oder) auf. Ada Brodsky übersprang eine Klasse der Volksschule und wechselte auf diese Weise bereits nach drei Jahren auf das Heinrich von Kleist Lyzeum. Dort erlebte sie nach 1933 zwar keine unmittelbar antisemitischen Anfeindungen, insbesondere nicht durch ihre Mitschülerinnen, wurde jedoch durch die Lehrer weitgehend ignoriert. 
Aufgrund der zionistischen Überzeugung ihrer Mutter waren Ada und ihr Bruder mehrere Jahre lang Mitglied des zionistischen Jugendbundes Werkleute. Die Werkleute halfen ihr und ihrem Bruder, den zunehmenden Antisemitismus zu ertragen. Als Ortsgruppenleiterin musste sie sich regelmäßig bei der Kriminalpolizei melden und wurde einmal sogar aus dem Unterricht in der Schule von der Gestapo abgeholt. Dreizehnjährig verließ Ada Brodsky in der Mitte der Obertertia die Schule. Im August 1938 ging sie auf Hachschara nach Rüdnitz bei Berlin, um sich auf die Alija ins Mandatsgebiet Palästina vorzubereiten. Ada hatte privat Geigen- und Klavierunterricht erhalten, galt in der Familie aber als diejenige, die eine Begabung für Sprache und Literatur hatte. 1938 wurde ein Gedicht von ihr in der Jüdischen Rundschau für Kinder veröffentlicht. 
Daraufhin erhielt sie ein Ausreisezertifikat der Kinder- und Jugend-Alijah. Schon Ende September 1938 verabschiedeten ihre Eltern sie am Anhalter Bahnhof in Berlin. Im Oktober gelangte sie mit einem Kindertransport über Triest an Bord der Gerusalemme ins Mandatsgebiet. Ihr Bruder hatte sich um ein Stipendium für das Jerusalemer Konservatorium beworben und durfte mit einem Studentenzertifikat für die Musikschule Deutschland ebenfalls verlassen. Nach der Reichspogromnacht wurde Hermann Neumark verhaftet und im KZ Sachsenhausen inhaftiert. Ihre Eltern konnten dann mit Geld, das sie sich von Verwandten geliehen hatten, das letzte ausgegebene Zertifikat in der britischen Botschaft ergattern und im März 1939 nach Palästina ausreisen. Ihr Vater war von der KZ-Haft unheilbar geschwächt und konnte nicht mehr als Kinderarzt arbeiten. Die Eltern eröffneten einen Weinhandel.

### Palästina / Israel
Ada Brodsky verbrachte die ersten zwei Jahre nach ihrer Einwanderung im Kinderdorf Ben Schemen. Es lag südlich des Flughafens von Tel Aviv und wurde in dieser Zeit immer wieder von feindlichen Arabern beschossen. Anstatt wie üblich vom Kinder- in das Jugenddorf von Ben Schemen zu wechseln und sich auf eine landwirtschaftliche Berufstätigkeit vorzubereiten, ging sie mit Hilfe eines Stipendiums noch einmal drei Jahre in Jerusalem zur Schule, um das Abitur zu machen. Nachdem sie zunächst bei Verwandten gewohnt hatte, bezog sie zusammen mit einer Freundin ein eigenes Zimmer. Das geringe Stipendium besserte sie mit Nachhilfestunden sowie mit Übersetzungen für Sänger auf, die in dieser Zeit deutsche Lieder nur mit hebräischem Text vortragen konnten. Nach dem Abitur 1943 lebte Ada Brodsky ein Jahr in einem Kibbuz. Anschließend studierte sie englische Literatur und Judaistik in Jerusalem. Später folgte noch ein Studium der Musikerziehung und Musikwissenschaft an der Jerusalemer Musikakademie. Sie arbeitete als Rundfunkjournalistin und gestaltete meist mehrteilige Sendungen über das Leben und Werk bedeutender Komponisten. Neben ihrer Arbeit beim Rundfunk war sie als Übersetzerin deutscher Lyrik und Prosa ins Hebräische tätig. Dabei beschäftigte sie sich vor allem mit dem Werk von Rainer Maria Rilke und verfasste zu ihm unter anderem die zweibändige hebräische Monographie-Anthologie „Rainer Maria Rilke, Weg eines Dichters“. Mit dem Goethe-Institut in Jerusalem arbeitete sie über einen langen Zeitraum eng zusammen.

### Kontakt mit Deutschland
1992 nahm Ada Brodsky zum ersten Mal Briefkontakt mit dem Stadtarchiv ihrer Geburtsstadt auf, in der sie 1994 erstmals wieder zu Besuch war. Gemeinsam mit ihrem Bruder gestaltete sie am 8. Mai 1994 im Kleist-Museum den Vortrag „Nach Hause vertrieben“, in dem sie auf literarisch-musikalische Weise von ihrer eigenen Vergangenheit erzählte. 1995 wurde sie in Weimar für ihre Verdienste um die Verständigung zwischen Deutschland und Israel von Hilmar Hoffmann mit der Goethe-Medaille ausgezeichnet. Am Nachmittag des 12. April 2011 erlag sie einem im Spätherbst 2010 festgestellten Krebsleiden. Sie war mit David Brodsky verheiratet und hinterließ zwei 1949 und 1953 geborene Töchter.

## Gedenken

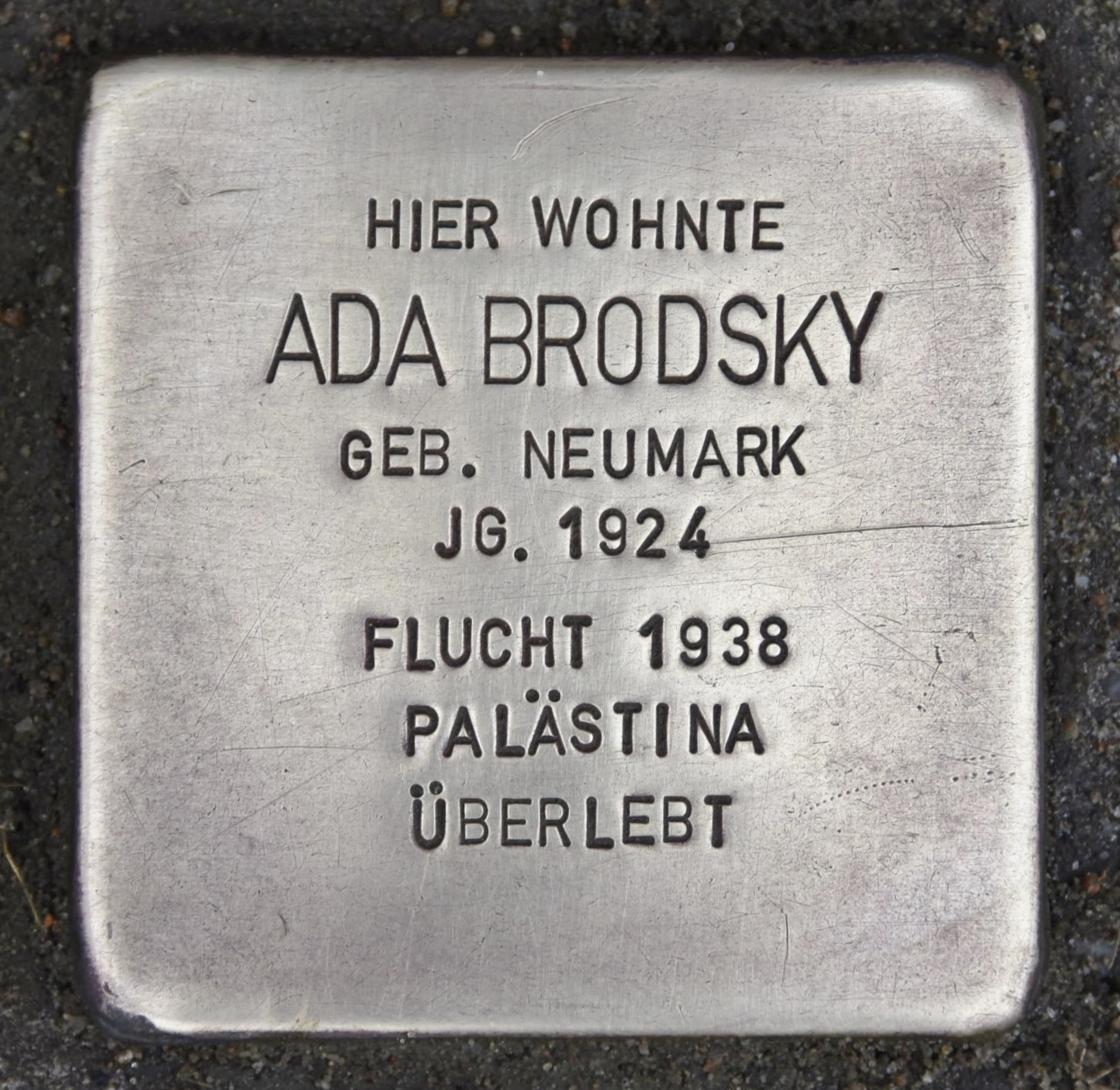
Stolperstein für Ada Brodsky

Am 5. Juli 2010 wurden in Frankfurt (Oder) für Alfred Neumark, Dr. Hermann Neumark und Ilse Neumark Stolpersteine des Künstlers Gunter Demnig verlegt. Für Ada Brodsky wurde am 8. September 2011 ein Stolperstein in Frankfurt (Oder) verlegt. Die Inschrift lautet:
| HIER WOHNTE ADA BRODSKY GEB. NEUMARK JG. 1924 FLUCHT 1938 PALÄSTINA ÜBERLEBT |

## Veröffentlichung
- Nach Hause vertrieben. Textbuch und CD. Geschichte einer Kindheit in Hitler-Deutschland, 1999 (mit Eldad Neumark)